# Koji Kondo
Koji Kondo (近藤浩治 Kondō Kōji, født 13. august 1961) er en japansk komponist og musiker, der har komponeret underlægningsmusik til diverse computerspil produceret af Nintendo. Han er bedst kendt for sin musik til Super Mario Bros.-serien og The Legend of Zelda-serien.

## Biografi
Kondo blev født i Nagoya, Japan og begyndte allerede som barn at skrive enkle melodier. Da han var 17, besluttede han sig for at forfølge musikken professionelt. Han modtog uddannelse i klassisk musik og lærte at spille på flere instrumenter.
I 1980'erne opdagede Kondo, at et firma Nintendo søgte musikere til at komponere musik til dets computerspilsystem, Nintendo Entertainment System (Famicom i Japan.) Kondo havde på det tidspunkt ikke overvejet at skrive computerspilmusik, men besluttede sig for at give det en chance. Han blev ansat i 1983.
Hos Nintendo befandt Kondo sig i et helt anderledes miljø end normalt; han var pludselig indskrænket til kun fire "instrumenter" på grund af begrænsninger på systemets lydchip. Selvom han og Nintendos teknikere til sidst fandt ud af at tilføje en femte kanal (normalt reserveret til lydeffekter,) var hans musik yderst begrænset på systemet.
Kondo er blevet hos Nintendo gennem forskellige konsoller, herunder Super Nintendoen, Nintendo 64, Nintendo GameCube og senest Nintendo DS. De sidstnævnte systemer har i stort omfang forbedret Nintendos lydmæssige muligheder, og Kondo komponerer i dag musik i cd-kvalitet.

## Computerspilslydspor (inkomplet)
- Devil World (med Akito Nakatsuka) (1984)
- Super Mario Bros. (1985)
- Nazo no Murasame-jou ("The Mysterious Castle of Murasame") (1986)
- The Legend of Zelda (1986, 1987)
- Shin Onigashima (1987)
- Super Mario Bros. 2 (1988)
- Super Mario Bros. 3 (1988, 1990)
- Pilotwings (med Soyo Oka) (1990)
- Super Mario World (1991)
- The Legend of Zelda: A Link to the Past (1992)
- The Legend of Zelda: Link's Awakening (1993)
- Super Mario World 2: Yoshi's Island (1995)
- Super Mario RPG: Legend of the Seven Stars (med Yoko Shimomura og Nobuo Uematsu) (1996)
- Super Mario 64 (1996)
- Star Fox 64 (med Hajime Wakai) (1997)
- The Legend of Zelda: Ocarina of Time (1998)
- Super Smash Bros. (med adskillige andre) (1999)
- The Legend of Zelda: Majora's Mask (med Toru Minegishi) (2000)
- Super Smash Bros. Melee (med adskillige andre) (2001)
- Super Mario Sunshine (with Shinobu Tanaka) (2002)
- The Legend of Zelda: The Wind Waker (med Kenta Nagata, Hajime Wakai, og Toru Minegishi) (2003)
- New Super Mario Bros. (med Asuka Ota og Hajime Wakai) (2006)
- The Legend of Zelda: Twilight Princess (med Toru Minegishi) (2006)
- Super Smash Bros. Brawl (med adskillige andre, heriblandt Nobuo Uematsu) (2007)
- Super Mario Galaxy (med Asuka Ota) (2007)